# MSC Crociere
A MSC Crociere é uma companhia privada de cruzeiros sediada na Suíça que é líder do mercado na Europa e na América do Sul. Seus navios viajam durante o ano todo no Mediterrâneo e no Caribe, com itinerários sazonais que incluem o Norte da Europa, Oceano Atlântico, América do Sul, Sul da África, China, Dubai, Abu Dhabi & Sir Bani Yas.

## História
Originalmente fundada como Lauro Lines pelo armador Achille Lauro, a empresa entrou no mercado de cruzeiros na década de 1960, operando dois navios, o MS Angelina Lauro e o MS Achille Lauro, ambos destruído pelo fogo. Após o Angelina Lauro ser incendiado no porto de St. Thomas em 1979, a Lauro Lines, que também era chamada de Flotta Lauro, passou por maus tempos, operando um único navio, o Achille Lauro. Em 1985, o Achille Lauro foi sequestrado por membros da Frente pela Libertação da Palestina. Em 1987, a companhia foi adquirida pela Mediterranean Shipping Company e renomeada para StarLauro Cruises. Em 1994, o Achille Lauro foi incendiado e afundou. Após este fato, o nome da empresa foi mudado para MSC Crociere.
Em dezembro de 2023, a MSC Crociere se tornou a segunda maior operadora de linhas de cruzeiros no mundo, atrás apenas da Royal Caribbean International. Em 2025, com a entrega do MSC World América, reforçará seu cuidado e preocupação com um ambiente mais sustentável no setor.
Em 2026 a frota de MSC Crociere terá 24 navios. Atualmente a companhia possui 22 navios com a bandeira MSC Cruzeiros e 01 navio na linha de luxo do grupo Explora Journeys. 
Os próximos navios previstos pra entrar em operação são: MSC World América (2025), que será inaugurado em Miami e o MSC World Asia, inicialmente previsto para 2026. Nos cruzeiros de luxo o navio Explora II está previsto para entrar em operação em 2024.

## Navios

### Frota atual

#### ClasseLirica
| Navio        | Construção | Construtor                | Início das Operações | Número de passageiros | Tonelagem Bruta | Bandeira |
| ------------ | ---------- | ------------------------- | -------------------- | --------------------- | --------------- | -------- |
| MSC Lirica   | 2002       | Chantiers de l'Atlantique | 2003                 | 2199                  | 59.058 t        | Panamá   |
| MSC Opera    | *          | Chantiers de l'Atlantique | 2004                 | 2.679                 | 65.591          | Panamá   |
| MSC Armonia  | 2000       | Chantiers de l'Atlantique | 2004                 | 2.679                 | 65.542 t        | Panamá   |
| MSC Sinfonia | 2001       | Chantiers de l'Atlantique | 2005                 | 2199                  | 58.625 t        | Panamá   |

#### ClasseMusica
| Navio         | Construção | Construtor | Início das Operações | Capacidade hóspedes | Tonelagem Bruta | Bandeira |
| ------------- | ---------- | ---------- | -------------------- | ------------------- | --------------- | -------- |
| MSC Musica    | 2004       | STX Europe | Julho - 2006         | 2.550               | 92.409 t        | Panamá   |
| MSC Orchestra | 2005       | STX Europe | Maio - 2007          | 2.550               | 92.409 t        | Panamá   |
| MSC Poesia    | 2006       | STX Europe | Outubro - 2008       | 2.550               | 92.627 t        | Panamá   |
| MSC Magnifica | 2008       | STX Europe | Março - 2010         | 2.518               | 95.128 t        | Panamá   |

#### ClasseFantasia
| Navio         | Construção | Construtor | Início das Operações | Capacidade hóspedes | Tonelagem Bruta | Bandeira |
| ------------- | ---------- | ---------- | -------------------- | ------------------- | --------------- | -------- |
| MSC Fantasia  | 2006       | STX Europe | Dezembro - 2008      | 3.274               | 137.936 t       | Panamá   |
| MSC Splendida | 2007       | STX Europe | Julho - 2009         | 3.247               | 137.936 t       | Panamá   |
| MSC Divina    | 2010       | STX Europe | Junho - 2012         | 3.502               | 139.072 t       | Panamá   |
| MSC Preziosa  | 2011       | STX Europe | Março - 2013         | 3.502               | 139.072 t       | Panamá   |

#### ClasseMeraviglia
| Navio          | Construção | Construtor                | Início das Operações | Número de passageiros | Tonelagem Bruta | Bandeira |
| -------------- | ---------- | ------------------------- | -------------------- | --------------------- | --------------- | -------- |
| MSC Meraviglia | 2015       | STX Europe                | Junho de 2017        | 5.714                 | 167.600 t       | Malta    |
| MSC Belissima  | 2016       | STX Europe                | Março de 2019        | 5.686                 | 171.598 t       | Malta    |
| MSC Grandiosa  | 2018       | STX Europe                | Novembro de 2019     | 6.334                 | 181.000 t       | Malta    |
| MSC Virtuosa   | 2018       | Fincantieri               | Dezembro de 2020     | 6.334                 | 181.541 t       | Malta    |
| MSC Euribia    | 2021       | Chantiers de l'Atlantique | Junho de 2023        | 6.334                 | 184.011 t       | Malta    |

#### ClasseSeaside
| Navio        | Construção | Construtor  | Início das Operações   | Número de passageiros | Tonelagem Bruta | Bandeira |
| ------------ | ---------- | ----------- | ---------------------- | --------------------- | --------------- | -------- |
| MSC Seaside  | 2016       | Fincantieri | 26 de Novembro de 2016 | 5.331                 | 153.516 t       | Malta    |
| MSC Seaview  | 2017       | Fincantieri | 9 de Junho de 2018     | 5.331                 | 154.000 t       | Malta    |
| MSC Seashore | 2019       | Fincantieri | 2021                   | 5.331                 | 154.000 t       | Malta    |
| MSC Seascape | 2019       | Fincantieri | 2022                   | 5.877                 | 169.400         | Malta    |

#### ClasseWorld
| Navio             | Construção | Construtor                | Início das Operações | Número de passageiros | Tonelagem Bruta | Bandeira |
| ----------------- | ---------- | ------------------------- | -------------------- | --------------------- | --------------- | -------- |
| MSC World Europa  | 2019       | Chantiers de l'Atlantique | 2022                 | 6.762                 | 215.863 t       | Malta    |
| MSC World America | 2022       | Chantiers de l'Atlantique | 2025                 | 6.764                 | 216.638 t       | Malta    |

Explora Journeys
Explora Journeys é uma linha de cruzeiros de luxo de propriedade do Grupo MSC.
| Navio      | Construção | Construtor  | Início das Operações | Número de passageiros | Tonelagem Bruta | Bandeira |
| ---------- | ---------- | ----------- | -------------------- | --------------------- | --------------- | -------- |
| Explora I  | 2021       | Fincantieri | 2023                 | 900                   | 63.900 t        | Malta    |
| Explora II | 2022       | Fincantieri | 2024                 | 900                   | 63.900 t        | Malta    |

### Navios Futuros
| Navio              | Previsto em entrar em serviço | Construtor                | Tonelagem Bruta     | Notas                           | Imagem       |
| Classe World       | Classe World                  | Classe World              | Classe World        | Classe World                    | Classe World |
| ------------------ | ----------------------------- | ------------------------- | ------------------- | ------------------------------- | ------------ |
| MSC World Asia     | 2026                          | Chantiers de l'Atlantique | 205,700             | Navio de Cruzeiro motivo a LNG  |              |
| MSC World Atlantic | 2027                          | Chantiers de l'Atlantique | 205,700             | Navio de Cruzeiro motivo a LNG  |              |
| Classe Explora     |                               |                           |                     |                                 |              |
| Explora III        | 2026                          | Fincantieri               | 70,000 (aproximado) | Navio de Cruzeiro movido a LNG  |              |
| Explora IV         | 2027                          | Fincantieri               | 70,000 (aproximado) | Navio de Cruzeiro movido a LNG  |              |
| Explora V          | 2027                          | Fincantieri               | 70,000 (aproximado) | Navio movido a LNG + Hidrogênio |              |
| Explora VI         | 2028                          | Fincantieri               | 70,000 (aproximado) | Navio movido a LNG + Hidrogênio |              |

* Sem dados e/ou informação desconhecida.
Observação: No número de passageiros, estão inclusos os tripulantes.

## Navios passados
Na sequência estão navios de destaque que não encontram-se mais em operação.
- MSC Symphony (1994–2000)
- MSC Monterey (1994-2006)
- MSC Rhapsody (1995–2009)
- MSC Melody (1997–2012)